# Michael Cretu
Michael Cretu (* 18. května 1957 Bukurešť, Rumunsko), známý také jako Curly M.C., původním jménem Mihai Crețu, je rumunský hudebník, syn rumunského otce a matky rakouského původu.
Jeho nejvýraznějším díly jsou skladba "Samurai (Did You Ever Dream)" z alba Chinese Wall a pozdější skupina Enigma (od r. 1988).
Během své dlouhé kariéry Crețu spolupracoval s mnoha dalšími muzikanty (např. Sandra Cretu, Frank Farian, Boney M., Goombay Dance Band či Mike Oldfield před založením Enigmy; během projektu Enigma např. Jens Gad, Frank Peterson nebo ATB).
Do roku 2001 prodal Cretu více než 100 milionů desek po celém světě.
Vlastní také nahrávací studio, které se nachází v domě Michaela a Sandry Cretuových na španělské Ibize.

## Sólová diskografie
- 1979: Moon, Light & Flowers
- 1983: Legionäre
- 1985: Die Chinesische Mauer/Chinese Wall
- 1985: Invisible Man